# Martillos de Pitágoras

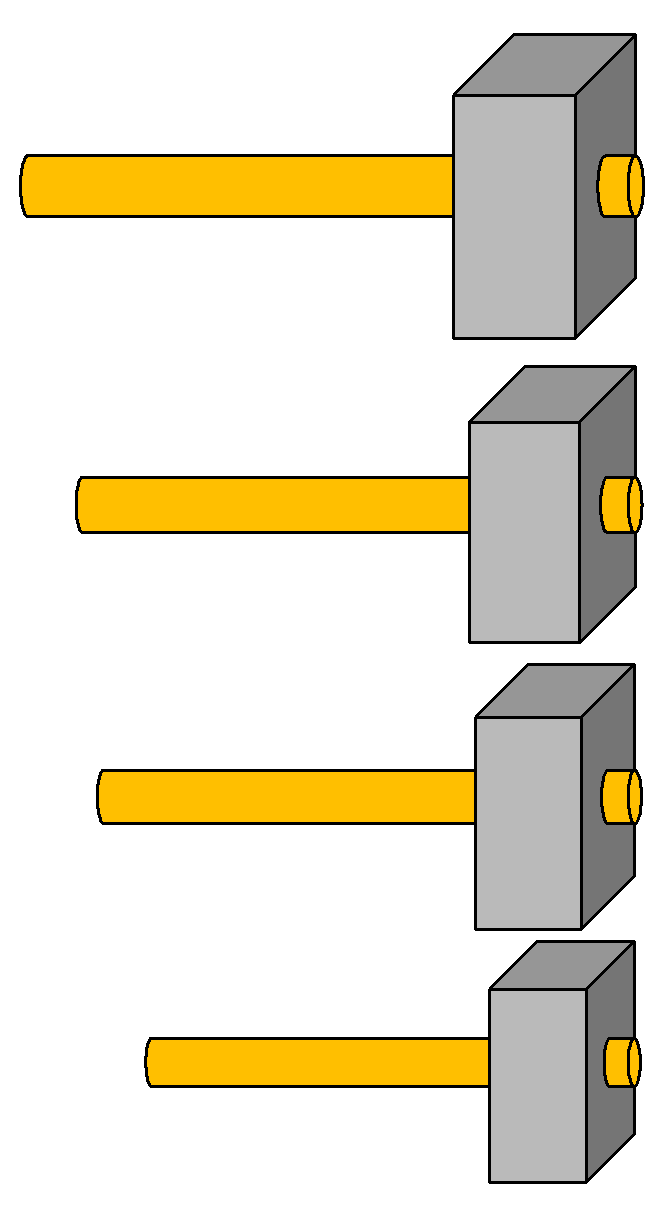
Martillos de Pitágoras.

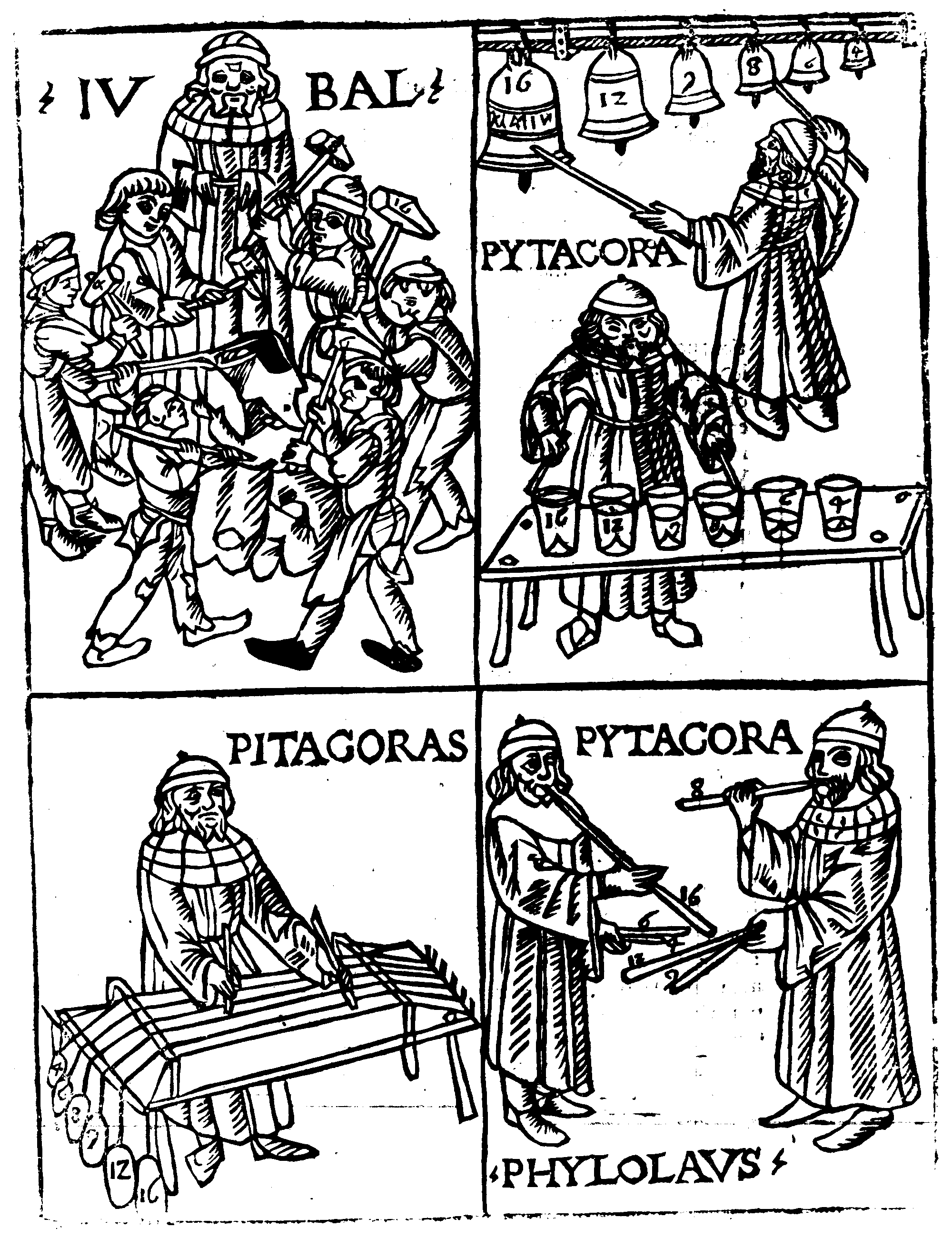
Franchino Gaffurio, Theorica musicae (1492).

La leyenda de los martillos de Pitágoras relata la historia de cómo Pitágoras (siglo VI a. C.) llegó a descubrir los fundamentos de la música, al pasar por enfrente de una herrería y escuchar el sonido de cuatro martillos. 
Pitágoras habría buscado por largo tiempo los criterios racionales que determinaran las consonantes musicales. Un día, guiado por la divinidad, pasó por una herrería de la cual emergían sonidos musicales armoniosos. Se acercó con asombro, pues los timbres musicales parecían provenir de los martillos que, al ser golpeados de manera simultánea, producían sonidos consonantes y disonantes. Al examinarlos, descubrió que los martillos pesaban 12, 9, 8 y 6 libras respectivamente. Los martillos A y D estaban en razón 2:1, que es la razón de una octava. Los martillos B y C pesaban 9 y 8 libras, sus razones con respecto al martillo A son 12:9 (= 4/3 = cuarta musical) y 12:8 (= 3/2 = quinta musical). El espacio entre B y C es la razón 9:8, que es igual al tono musical entero o «fundamental» del intervalo musical.
La leyenda – que puede rastrearse hasta el Enchiridion harmonices de Nicómaco, siglo II d. C. – se demuestra falsa, al menos en lo que a los martillos respecta. Estas proporciones son de hecho relevantes en lo que hace a la longitud de una cuerda (i.e. una monocuerda): utilizando los intervalos fundamentales, es posible construir los siete tonos básicos de la escala diatónica utilizada en música moderna, y Pitágoras ciertamente pudo haber tenido gran influencia en el descubrimiento de estas proporciones, pero las proporciones no guardan la misma relación con el peso de los martillos y los tonos producido por ellos. Supuestamente, Pitágoras remarcó que el martillo A producía consonancia con el martillo B cuando eran golpeados al unísono, y el martillo C producía consonancia con el martillo A, pero los martillos B y C eran disonantes. El martillo D producía tal consonancia con el martillo A que parecían estar "cantando" la misma nota.
Las raíces de este mito se hallan enterradas entre antiguos valores y arquetipos, y los datos empíricos ofrecidos son por demás engañosos, mas los mitos y sueños de una civilización son juzgados no por la veracidad o falsedad de sus verdades empíricas, sino por la expresión de las complejidades intelectuales y espirituales que revelan dentro de la cultura. A partir de los cuatro valores matemáticos revelados en el mito de los martillos, y al sostener que el sonido es cuantitativo y que los intervalos musicales pueden ser medidos científicamente valiéndose únicamente de proporciones (o razones), los filósofos pitagóricos y platónicos desplegaron el cosmos musical de la escala diatónica y desarrollaron así un aparato aritmético dotado de algunos de los cálculos matemáticos más rigurosos conocidos en la Antigüedad y hasta durante la Edad Media.